# هيت (سلاح)

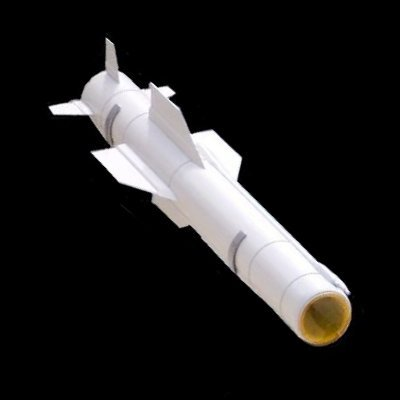
رأس ألماني مضاد للدبابات شديد الانفجار

رأس مضاد للدبابات شديد الانفجار (بالإنجليزية: High explosive anti-tank warhead)‏ واختصاره (HEAT هيت) سلاح مجهز بحشوة مشكلة عند انفجارها تنتج قذيفة سريعة للغاية في وضع لدونة عالية قادرة على اختراق المركبات المدرعة. وبذلك يكون الرأس قادرا بفعل الضغط الهائل (وليس الحرارة) على اختراق الدرع واحداث الفجوة. وقد أثبتت الحشوات المشكلة فدرتها على دروع سماكتها أكبر بـ 7 إلى 10 مرات من قطر الحشوة المشكلة بفضل انطلاقها بسرعة فوق صوتية. ولذلك فإن الرأس بجب أن يشعل في المكان الصحيح وذلك لسببين:
لو انفجر الرأس بالقرب من الهدف فلن يكون لديه الوقت ولا المسافة الكافيان للتشكل والوصول للسرعة القصوى. ولذلك فإن أغلب الرؤوس المضادة للدبابات تحتوي في مقدمتها على مجس التباعد لقياس المسافة بين الرأس والهدف وهذا المجس في غاية الأهمية وقد يساعد على مضاعفة قدرة الرأس على الاختراق مثلما هو حاصل في صاروخ بي جي إم-71 تاو الأمريكي وصاروخ ميلان الألماني الفرنسي.
لو انفجر الرأس بعيدا عن الهدف فإن القذيفة المشكلة ستتباعد وتتجزء وستفقد قوتها. لذا فإن المكان الأمثل لإشعال الرأس هو على بعد 2 متر من الهدف.